# Paweł Zaremba
Paweł Zaremba (ur. 29 września?/12 października 1915 w Piotrogrodzie, zm. 23 kwietnia 1979 w Monachium) – polski historyk, pisarz i dziennikarz.

## Życiorys
Urodził się w rodzinie Piotra, podpułkownika piechoty Wojska Polskiego, i Nadziei-Jadwigi z domu Herwarth, krewnej Hansa von Herwartha. Był młodszym bratem Piotra (1910–1993).
Po ucieczce rodziny z Rosji po rewolucji bolszewickiej do Francji tam zdobywał początkowe wykształcenie. Ukończył gimnazjum imienia Karola Marcinkowskiego w Poznaniu. Studiował prawo i ekonomię na Uniwersytecie Poznańskim. W 1937 roku obronił pracę dyplomową dotyczącą uprawnień prezydenta w konstytucji Stanów Zjednoczonych i uzyskał tytuł magistra prawa. Przed II wojną światową przygotowywał pracę doktorską o wpływach burgundzkich na ustrój Rzeczypospolitej w wiekach średnich, ale z powodu wybuchu wojny jej nie ukończył.
W latach 1937–1938 szkolił się w dywizyjnym kursie podchorążych rezerwy w Kaliszu. Pod koniec wojny domowej w Hiszpanii Zaremba został wysłany jako obserwator Sztabu Głównego Wojska Polskiego. Po wybuchu wojny walczył z Niemcami jako podporucznik w 60 Pułku Piechoty Wielkopolskiej. W czasie walk o Łęczycę Paweł Zaremba został dwukrotnie ranny. Po wzięciu do niewoli do końca wojny był więziony w Oflag VII A Murnau. Po wyzwoleniu oflagu w kwietniu 1945 roku pracował jako oficer polski przy dowództwie 7 Armii amerykańskiej. Następnie został przeniesiony do 2 Korpusu we Włoszech, służył tam przez rok jako współpracownik wydziału propagandy. Prowadził wykłady z historii Anglii i Stanów Zjednoczonych oraz pisał do prasy wojskowej.
W 1946 Paweł Zaremba osiedlił się w Anglii, gdzie przez prawie 20 lat redagował różne polskie czasopisma m.in. „Orła Białego”. Publikował w „Kulturze”, „Bellonie” i „Tekach Historycznych”. Współpracował z sekcją polską BBC. Pisał książki m.in. w 1957 roku wydał Historię Stanów Zjednoczonych.
Po okresie współpracy z Radiem Wolna Europa od 1967 roku wszedł w skład jego zespołu kierowniczego i przeniósł się do Monachium. Kierował audycjami historycznymi oraz sam prowadził bardzo popularną audycję dotyczącą historii Polski.

## Wybrane publikacje
- Historia dwudziestolecia, Paryż: Instytut Literacki, 1981, Książki IL t. 1 - 2.
- Historia Stanów Zjednoczonych, wyd.I Paryż: Instytut Literacki, 1957 wyd. II uzupełnione Londyn 1968 wyd. Gryf, wyd. I krajowe Warszawa 1992, Wydawnictwo Bellona.
- Historia Polski. T. 1, Od zarania państwa do r. 1506,  Paryż: Instytut Literacki, 1961. Książki IL
- (redakcja) Dzieje 15 Pułku Ułanów Poznańskich (1 Pułku Ułanów Wielkopolskich): opracowanie zbiorowe pod red. Pawła Zaremby. Londyn: Koło Ułanów Poznańskich, Wyd. Gryf 1962.